# EDM
Електронна танцювальна музика (інша назва клубна музика; англ. EDM — electronic dance music) являє собою широкий спектр жанрів і стилів електронної музики, спрямованих, перш за все, для розважальної індустрії. EDM є основою музичного супроводу для нічних клубів і фестивалів електронної музики. EDM, як правило, використовується в контексті живого відтворення, де діджей програє заздалегідь підготовлений список творів, плавно переходячи від одного до іншого. Електронна танцювальна музика не належить до окремого стилю в музиці, а використовується як узагальнений термін для декількох популярних жанрів, як-от хаус, транс, техно, дабстеп, драм-н-бейс і безліч інших. Це основний результат творчості більшості сучасних музичних продюсерів та діджеїв.

## Історія
Хоча перші пристрої звукозапису з'явились наприкінці XIX століття (фонограф Т.Едісона, 1877), до Другої світової війни танцювальна музика передбачала живе музикування. Лише в 1930-х отримують поширення музичні автомати, а першим публічним виступом діджея вважається виступ Джиммі Севіла 1943 року в Отлі (Велика Британія). У 1947 Джиммі Севіл під час виступу вперше застосував дві вертушки та мікрофон. Водночас у Франції отримують популярність дискотеки (discothèques). У 1960-х поширюються в Британії та США, вони стають особливим середовищем, «що відрізняється вогнями та потужною звуковою системою, яке відвідують з вираженою метою танцю». Ді-джей стає центральною фігурою танцювального майданчику.
Хоча термін дискотека закріпився в 1960-х, музика диско з'являється лише в 1970-х роках, натомість до того ді-джеї грали переважно фанк і романтичний соул. Прикладами ранньої EDM вважають творчість Silver Apples, який створював електронну музику для танців в кінці 1960-х. Інші приклади ранньої електронної музики включають dub music, та виконувані на синтезаторах музика disco, створена італійським продюсером Джорджо Мородером і вокалісткою Донною Саммер. Зокрема, популярною стала пісня «I Feel Love [Архівовано 9 липня 2016 у Wayback Machine.]», написана в 1977 році без використання традиційних інструментів. Хоча термін дискотека закріпився в 1960-х, музика диско з'являється лише в 1970-х роках, натомість до того ді-джеї грали переважно фанк і романтичний соул. Одним із перших хітів електронної музики вважається композиція Popcorn, написана Гершоном Кінгслі в 1969 році. Сам термін EDM вперше був використаний в американській музичній індустрії лише в 2010 році.

### Напрями танцювальної музики 1970-х

#### Даб
Одним із важливих попередників сучасної електронної танцювальної музики, на думку Майкл Віла, є даб-музика — ямайська музика, що походить від корі-реггі та культури ямайських звукових систем 1968 і 1985 років. Даб-композиції являли собою ремікси реггі-композицій, що підкреслювали ритм, фрагментованість ліричних та мелодійних елементів та реверберировані фактури.. Піонерами музики були студійні інженери Сільван Морріс, Кінг Таббі, Еррол Томпсон, Лі «Скретч» Перрі та Хоуптон Овертон Браун. В їх композиціях використовувався монтаж звукової стрічки та обробка звуку, які, як вважає Тель, можна порівняти з техніками, використовуваними в конкретній музиці. Творці даб-музики виконували багатодоріжкові записи реггі на мікшерських пультах, що дозволяло виокремлювати та комбінувати окремі інструментальні партії. Вони також висунули на перший план просторові ефекти, такі як реверберація та затримка, творчо використовуючи техніку маршрутизації сигналів. Зокрема, широко використовувався ефект-процесор Roland Space Echo для створення ефектів відлуння та затримки.
Незважаючи на обмежені можливості тогочасного електронного обладнання, експерименти Кінга Таббі та Лі «Скретч» Перрі виявились передовими.

#### Диско
У 1974 році ранній диско-хіт Джорджа Маккре "Rock Your Baby " став однією з перших композицій, в якій були використані ранні драм-машини фірми Роланд. Значний вплив на подальше використання драм-машин у диско справили пісні "Family Affair " (1971) гурту Sly and the Family Stone і «Why Can't We Live Together» Тіммі Томаса (1972). Диско-продюсер Biddu використовував синтезатори в кількох піснях у стилі диско 1976—1977 років, включаючи «Bionic Boogie» з Rain Forest (1976), «Soul Coaxing» (1977), та Eastern Man and Futuristic Journey
Остаточно звучання диско склалося у творчості таких музикантів як Донна Саммер, Chic, Earth, Wind & Fire, Heatwave та Village People до кінця 1970-х. У 1977 році Джорджо Мородер і Піт Беллотт випустили фільм "I Feel Love" для Донни Саммер, у якому вперше використовується повністю синтезований фоновий трек. Інші диско-продюсери, зокрема Том Моултон, позичили ідеї даб-музики для пошуку альтернативи домінуючого на той час прямому чотиридольному ритму. На початку 1980-х популярність музики диско різко знизилася в США, проте євро-диско і надалі розвивалось в рамках мейнстріму поп-музики.

#### Синті-поп
Синті-поп (скорочення від „synthesizer pop“; також званий „техно-поп“) — це різновид музики нової хвилі, що вперше став відомим наприкінці 1970-х років в якому домінує синтезатор. Появі синті-попу передував досвід використання синтезаторів у музиці 1960-х — початку 1970-х років у прогресивному році, електроніці, артроці, диско, і зокрема краут-року в творчості таких гуртів, як Kraftwerk. Синті-поп розвивався як окремий напрям у Японії та Великій Британії в пост-панкову еру як частина руху нової хвилі кінця 1970-х до середини 1980-х.

### Танцювальна музика у 1980-х
Розвиток електронної танцювальної музики у 1980-х рр. був зумовлений появою нових електронних музичних інструментів, зокрема, японської корпорації Roland. Roland TR-808 (часто скорочується як „808“), зокрема, зіграв важливу роль в еволюції танцювальної музики після появи пісні „Planet Rock“ Ленса Тейлора (1982), що здобула популярність на танцювальних майданчиках. Згідно з журналом Slate, пісня „Planet Rock“ не просто популяризувала Roland 808, а зорієнтувала навколо нього весь світ танцювальної музики після диско». Roland TR-909, TB-303 та Juno-60 подібним чином вплинули на електронну танцювальну музику напрямів техно, хаус та ейсид.

#### Пост-диско
Пік популярності диско в США припадав на 1978 рік. У цей час радіостанція WKTU, а за нею і багато інших змінюють формат мовлення на користь диско. Проте вже 1979 році в США виникає рух, спрямований проти диско. Натхненником цього руху став Стів Даль, ведучий радіостанції WDAI, який втратив роботу саме внаслідок переходу радіостанції на диско. Використовуючи слоган Disco DAI (гра слів: «WDAI» — назва радіостанції, з якої Даля звільнили і англ. «die» — «смерть»), Даль зміг «організувати хаос навколо простої та напрочуд потужної ідеї: Disco Sucks». Кульмінацією руху стала організована С.Далем так звана «Ніч знесення дискотеки» 12 липня 1979, коли учасники акції демонстративно спалили ящик із диско записами на бейсбольному стадіоні Comiskey Park в Чикаго. В результаті Даль не тільки здобув популярність особисто, але й призвів до поступового занепаду популярності диско в США протягом 1979—1985 років. У цей час творчий контроль почав переходити до незалежних звукозаписних компаній, менш відомих продюсерів та клубних ді-джеїв. Популярність здобуває денс-поп, зароджується хауз і техно.

## Електронна танцювальна музика в Україні
В Україні розвиток танцювальної електронної музики починається із здобуттям незалежності в 1990-х роках. Хоча в радянські часи рання танцювальна електронна музика у стилі диско і виконувалась на дискотеках, її розвиток стримувався тодішніми партійними організаціями: 
|  | «За молоддю завжди пильно спостерігали представники комсомольських та студентських організацій, а отже існували певні правила поведінки під час танців, яких мусили дотримуватись. З позиції сьогодення деякі з таких правил викликають посмішку. Так, зокрема, заборонялося „танцювати у спотвореному вигляді. Танцюючий повинен виконувати танець правильно, чітко і однаково добре як правою, так і лівою ногою. Жінка має право чемно висловити партнеру власне невдоволення з приводу порушення відстані у три сантиметри і вимагати пояснення у ввічливій формі“» |

Вплив музики диско відбився у піснях С. Ротару, М. Гнатюк, ВІА «Водограй», «Світязь».
Першим фестивалем танцювальної електронної музики в Україні є «Республіка Казантип», що проводився у 1997—2013 роках в Криму. Фестиваль збирав до сотні тисяч учасників, проте спирався здебільшого на традиції російського рейву, інформація про фестиваль висвітлювалася виключно російською мовою, що не дає можливості розглядати цей фестиваль як частину української культури. У Києві першим постійним фестивалем танцювальної музики був «Ідеологія» (2003—2013), який так само, однак, висвітлювався російською мовою. Першими орієнтованими на українську публіку стали фестивалі «Ultrasonic» (Львів, 2011—2014) та «Гамселить» (Тернопіль, 2014—2019).
У 2010-х роках українська танцювальна електронна музика охоплює різні стилі, зокрема: драм-н-бейс (Dj Tapolsky), хауз (Anny, Sender), техно (Spartaque), транс (Azotti).

## Міжнародні фестивалі клубної музики
- Ultra Music Festival (Маямі, США)
- Sonar (Барселона, Іспанія)

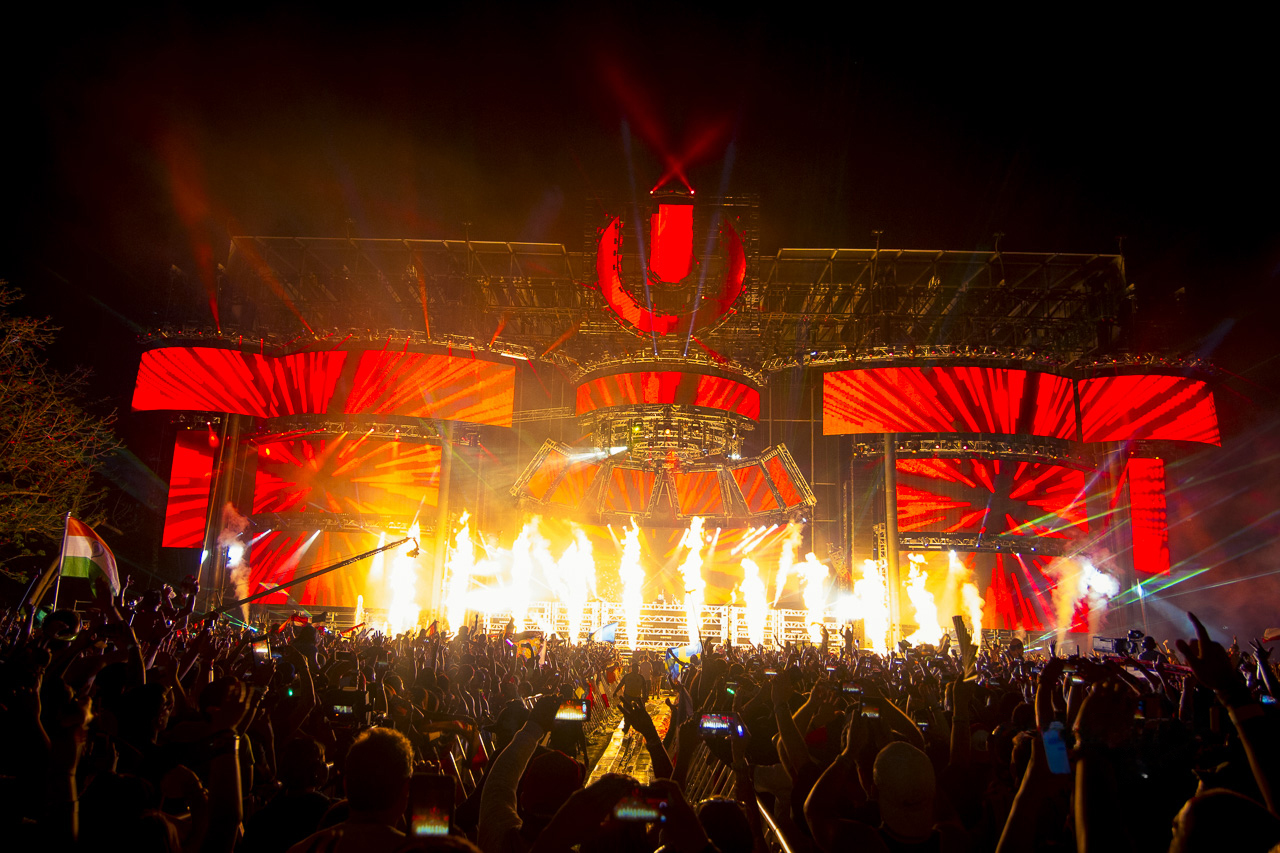
Ultra Music Festival Маями, США

- Electric Daisy Carnival (Лас-Вегас, США)
- TomorrowLand (Бум, Бельгія)
- Global Gathering (Стратфорд-на-Ейвоні, Велика Британія)
- Nature One (Кастеллаун, Німеччина)
- Stereosonic (Сідней, Перт, Аделаїда, Мельбурн, Брісбен — Австралія)
- ALFA FUTURE PEOPLEH (Новгород, Росія)[40]

## Нагороди
| Організація             | Нагорода                                              | Роки      |
| ----------------------- | ----------------------------------------------------- | --------- |
| BRIT Awards             | British Dance Act                                     | 1994-2004 |
| Греммі                  | Номінація «Кращий танцювальний запис»                 | 1998—     |
| Греммі                  | Номінація «Кращий танцювальний/електронний альбом»    | 2005—     |
| DJ Mag                  | Топ 100 діджеїв                                       | 1991—     |
| DJ Awards               | Best DJ award                                         | 1998—     |
| Winter Music Conference | International Dance Music Awards                      | 1998—     |
| Project X Magazine      | Electronic Dance Music Awards                         | 1995      |
| American Music Awards   | Favorite Electronic Dance Music                       | 2012—     |
| World Music Awards      | Кращий діджей і кращий виконавець танцювальної музики | 2006—     |